# Бураковский (Краснодарский край)
Бураковский — хутор в Кореновском районе Краснодарского края.
Административный центр и единственный населённый пункт Бураковского сельского поселения.

## География
Хутор расположен в 9 км к востоку от Кореновска на реке Бейсужёк Левый.

### Улицы
| - ул. 70 лет ВЛКСМ, - ул. Гагарина, - ул. Горького, - ул. Дружбы, - ул. Карла Маркса, - ул. Колхозная, - ул. Коммунистическая, - ул. Комсомольская, - ул. Матросова, | - ул. Мира, - ул. Набережная, - ул. Октябрьская, - ул. Пионерская, - ул. Пролетарская, - ул. Садовая, - ул. Советская, - ул. Центральная, - ул. Чапаева. |

## Население
| 2002  | 2010  | 2012  | 2013  | 2014  | 2015  | 2016  |
| ----- | ----- | ----- | ----- | ----- | ----- | ----- |
| 1932  | ↘1897 | ↘1885 | ↘1879 | ↘1864 | ↗1893 | ↗1901 |
| 2017  | 2018  | 2019  | 2020  | 2021  | 2023  |       |
| ↗1903 | ↗1908 | ↘1880 | ↘1870 | ↗1900 | ↘1868 |       |